# Mangareva-ijsvogel
De mangareva-ijsvogel (Todiramphus gambieri) is een vogel uit de familie Alcedinidae (ijsvogels). Het is een uitgestorven, endemische vogelsoort op het eiland  Mangareva van de Tuamotu-eilanden (Frans-Polynesië).
De nauw verwante niauijsvogel (T. getrudae), die in dezelfde eilandengroep als ernstig bedreigde soort voorkomt op het eiland Niau, wordt door BirdLife International als ondersoort beschouwd en staat als Todiramphus gambieri op de Rode Lijst van de IUCN.